# Верещагин, Леонид Фёдорович
Леонид Фёдорович Вереща́гин (29 апреля 1909, Херсон — 20 февраля 1977, Москва) — советский физик и химик, педагог. Учёный, внёсший большой вклад в создание и совершенствование аппаратуры высокого давления для проведения научных исследований и технологических работ при высоких и сверхвысоких давлениях. Герой Социалистического Труда. Лауреат Ленинской премии и Сталинской премии третьей степени, основатель Института физики высоких давлений РАН, академик АН СССР.

## Биография
Родился 16 (29 апреля) 1909 года в Херсоне в семье служащего. В годы гражданской войны семья бежала от революции в Одессу. Окончил реальное училище (1924), а затем двухгодичную химическую профессиональную школу (по специальности химик-аналитик). В 1926 - 1928 годах  учился на физико-математическом факультете Одесского института народного образования. Формально законченного высшего образования не имел, но по специальному разрешению министра высшего образования СССР С. В. Кафтанова был допущен к преподаванию в вузах.
В 1932 году окончил аспирантуру при Украинском физико-техническом институте (УФТИ) в Харькове, где выполнил работу «Определение структуры бромистой ртути». Далее работал в бюро исследований Харьковского турбинно-генераторного завода; здесь им была организована рентгеновская лаборатория и выполнены работы по исследованию медистого немагнитного чугуна и сплавов Fe-Ni-Al. Работы по магнетизму были продолжены затем в лаборатории низких температур УФТИ, куда он был приглашен в 1934 году.
В 1940 году защитил кандидатскую диссертацию «Исследование растворимости меди в алюминии при давлении в 5000 атм». С 1939 года заведовал лабораторией сверхвысоких давлений (СВД), созданной по инициативе академика Н. Д. Зелинского в Институте органической химии (ИОХ). В годы Великой Отечественной войны выполнял задания АН СССР для Наркомата Вооружения.
В 1949 году получил степень доктора наук без защиты диссертации. В 1953 году утвержден профессором только что созданной на химическом факультете МГУ кафедры физики и химии высоких давлений, заведующим которой назначен в 1954 году. В том же году Лаборатория СВД в ИОХ была преобразована в Лабораторию физики СВД при Отделении технических наук АН СССР; последняя в 1958 году по инициативе Л. Ф. Верещагина была реорганизована в Институт физики высоких давлений АН СССР (Троицк, Московская область), который он возглавил.
В 1973 году создал кафедру физики высоких давлений в МФТИ. Член-корреспондент АН СССР (1960), академик (1966).
Умер 20 февраля 1977 года. Похоронен на Новодевичьем кладбище в Москве.

## Вклад в науку
Внес большой вклад в создание и совершенствование аппаратуры высокого давления для проведения научных исследований и технологических работ при высоких и сверхвысоких (мегабарных) давлениях. Руководил разработкой научных основ и созданием промышленного производства синтетических сверхтвердых материалов — алмаза и кубического нитрида бора. В начале 1970-х годов одним из первых в мире выдвинул концепцию «металлизации» вещества при очень больших давлениях. Эта концепция была подтверждена экспериментально лишь спустя 10-15 лет.
В 1974 году в Институте физики высоких давлений АН СССР под руководством академика Л. Ф. Верещагина начали синтезировать алмазы. Первые полученные алмазы представляли мелкий порошок для абразивной промышленности, потом были получены балласы (алмазы шаровидной формы), карбонадо и бортсы (непрозрачные алмазы). В ходе испытаний было установлено, что полученные работниками института искусственные сорта прочнее, чем лучшие сорта природных алмазов (так, бурильные коронки из синтетических карбонадо оказались в полтора раза прочнее, чем из естественных, а волоки из искусственных балласов в оборудовании для волочения вольфрамовой и молибденовой проволоки выдерживали 5-6 рабочих смен вместо трёх).
Под руководством Л.Ф. Верещагина впервые в мире был получен металлический водород, сообщения об этом были опубликованы в 1975 году.
Автор более 200 научных статей и более 200 авторских свидетельств и патентов.

## Преподавание
В МГУ читал курс лекций «Физика и техника высоких давлений». Среди его учеников: С. С. Кабалкина, В. В. Лихтер, Е. С. Ицкевич, С. В. Попова, Н. А. Бенделиани, Я. А. Калашников, Р. Г. Архипов, Е. М. Яковлев, К. П. Бурдина, Б. Р. Чурагулов, И. Н. Поландов.

## Награды
- Герой Социалистического Труда (30 декабря 1963 года).
- три ордена Ленина (30.12.1963; 28.04.1969; 17.09.1975)
- орден Трудового Красного Знамени (08.12.1951)
- орден Красной Звезды (10.06.1945)
- медали
- Ленинская премия (1961) — за синтез искусственных алмазов
- Сталинская премия третьей степени (1952) — за создание гидравлических компрессоров сверхвысокого давления
- Почётный житель города Троицка, 1997 год (сейчас — часть Москвы).

## Публикации
- Верещагин Л. Ф. Твердое тело при высоких давлениях. — М., 1981. - 286 с.
- Верещагин Л. Ф. Синтетические алмазы и гидроэкструкция. — М., 1982. - 328 с.
- Верещагин Л. Ф., Яковлев Е. Н., Бучнев Л. М., Дымов Б. К. Условия термодинамического равновесия алмаза с различными углеродными материалами // Теплофизика высоких температур. - 1977. - Т. 15. - № 2. - С. 316-321.
- Верещагин Л. Ф. Физика высоких давлений и металлический водород // Будущее науки. - 1976. - Вып.9. - C. 116—125.